# 동맹제
동맹제(東盟祭)는 고구려에서 행해진 제천의식이다.
농사가 끝난 매월 10월에 진행되었으며, 각 부가들이 모여 국정에 대해 논의한 다음에 동명신(주몽)과 하백녀(유화 부인)에게 제사를 지냈다. 제천의식 동안 남녀가 밤에 모여 노래와 놀이를 즐겼으며, 이후 동맹은 고려의 팔관회로 계승되었다는 견해가 존재한다.

### 공회
제천대회 고구려 동맹에 관하여 여러 학자들의 논의가 있었는데, 역사책엔 '공회(公會)'로 기록이 되어 있다고 이해된다. 공회의 참석자는 스스로 금과 은으로 꾸몄기에 사회일반이나 다수가 아니며, 이런 치장은 공회의 참석자에게 엄격한 규제가 가해졌다고 보기 어렵게 한다. 공회의 인적 구성은 국왕, 제가, 대가의 신료집단을 포함한 고구려의 지배 세력 전체로 이해되며 국왕에 예속성이 적은 제가와 구분된다.

## 같이 보기
- 무천
- 국중대회
- 영고